# 桃園市立楊光國民中小學
桃園市立楊光國民中小學（英語：Yang Guang Junior Primary School），簡稱楊光國中小，位於台灣桃園市楊梅區。

## 歷史沿革
- 2002年：成立桃園縣立楊光國民中小學籌備處。
- 2005年：成立桃園縣立楊光國民中小學。
- 2015年：12月25日，因應桃園縣升格改制為直轄市，更名為桃園市立楊光國民中小學。

## 歷任校長
| 任次 | 姓名       | 任職日期  | 離職日期  | 備註                                                           |
| ---- | ---------- | --------- | --------- | -------------------------------------------------------------- |
| 1    | 曾學鉦先生 | 2005年8月 | 2012年7月 | 原桃園縣立幸福國民中學總務主任升任，調任桃園縣立山腳國民中學。 |
| 2    | 賴正宗先生 | 2012年8月 | 2020年7月 | 原桃園縣立龜山國民中學校長轉任，調任桃園市立楊梅國民中學。     |
| 3    | 曾學鉦先生 | 2020年8月 | 現任      | 原桃園市立山腳國民中學校長轉任。                               |

## 學區
- 金溪里
- 裕成里
- 三民里
- 裕新里[1]

## 著名校友
- 黃鈺仁 : 跆拳道選手
- 黃士軒 : 跆拳道選手
- 邱元烽 : 游泳選手
- 彭名慧 : PER6IX隊長

## 外部連結
- 桃園市立楊光國民中小學 （页面存档备份，存于）